# (72593) 2001 FA6
(72593) 2001 FA6 – planetoida z pasa głównego asteroid okrążająca Słońce w ciągu 4,31 lat w średniej odległości 2,65 j.a. Odkryta 19 marca 2001 roku.